# Pachymorpha epidicus
Pachymorpha epidicus är en insektsart som först beskrevs av Günther 1935.  Pachymorpha epidicus ingår i släktet Pachymorpha och familjen Diapheromeridae. Inga underarter finns listade i Catalogue of Life.